# Dolgas
Dolgas (macedónul: Долгаш) település Észak-Macedóniában, a Délnyugati körzet Centar Zsupa-i járásában.

## Népesség
| Lakosok száma | 258  | 219  | 30   | 60   | 66   | 101  | 117  | 123  | 143  |
|               | 1948 | 1953 | 1961 | 1971 | 1981 | 1991 | 1994 | 2002 | 2021 |

2002-ben 123 lakosa volt, akik mindannyian törökök.